# Металлический волновод

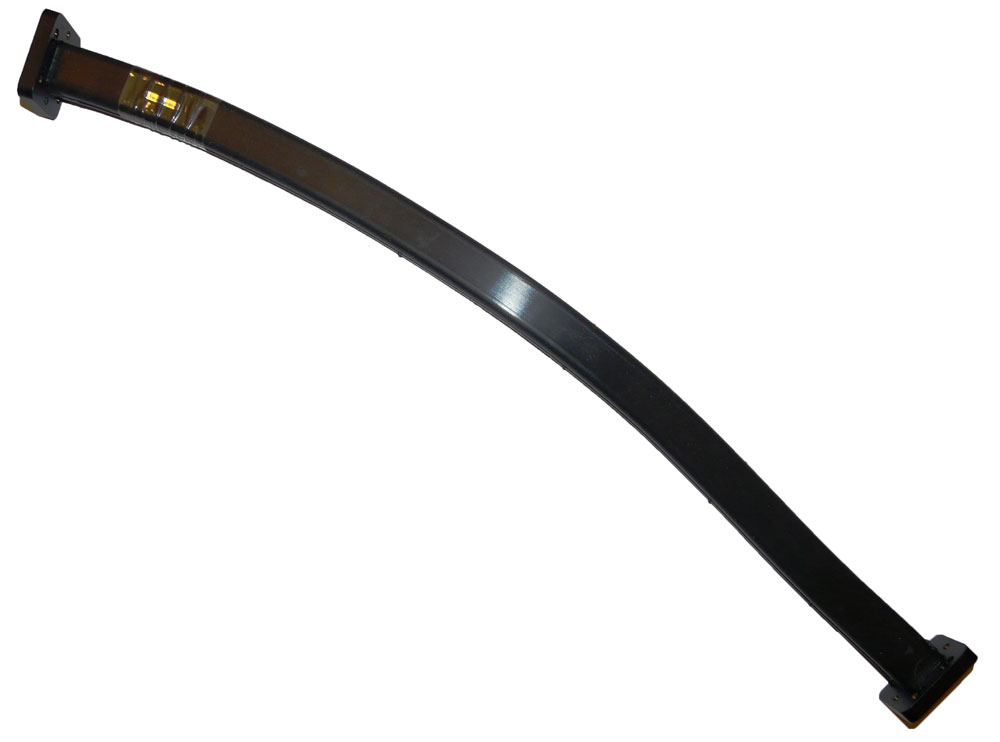
Волновод металлический

Металлический волновод — волновод, изготавливаемый из латуни, алюминия и покрытый изнутри серебром или другим хорошо проводящим металлом.
Волноводы в сечении могут быть круглыми, прямоугольными, эллиптическими. Возможно проводить изгибы волноводов.
Сечение волноводов зависит от используемого диапазона частот. К примеру, сечение 16×8 мм для Ku-диапазона. Волноводы с 2 сторон имеют фланцы для их крепления к другим элементам волноводной техники.
Фланцы имеют отверстия для винтов. Фланцы могут быть круглыми или прямоугольными.
Волноводы используют в СВЧ диапазоне частот. В более низком диапазоне частот используют кабели, что связано с непомерно большим сечением волноводов в ВЧ диапазоне частот.
При соединении отрезков волноводов друг с другом для уменьшения потерь СВЧ энергии используют металлические прокладки, во фланцах делают резонансные четвертьволновые канавки.
Качество передачи энергии волноводом характеризуется следующими параметрами: Кз — затухание энергии, КСВ (коэффициент стоячей волны) или КБВ (коэффициент бегущей волны).
Волноводы могут быть переменного сечения — для передачи определенных волн и затухания других.
Металлические волноводы широко используют в космической технике.